# Ras Tanura
Ras Tanura (más exactamente Ra's Tannūrah, árabe: رأس تنورة que significa "horno de capa, brasero de capa" presumiblemente debido al calor inusual que prevalece en la zona) es una ciudad en la provincia oriental de Arabia Saudita ubicada en una península extendiéndose hacia el golfo Pérsico. El nombre Ras Tanura se aplica tanto a un complejo privado para empleados de la compañía petrolera Saudi Aramco (también conocido como "Najmah") como a un área industrial más allá de la península que sirve como un importante puerto petrolero y centro de operaciones petroleras para Saudi Aramco. El complejo tiene alrededor de 3.200 residentes, con algunos expatriados estadounidenses y británicos.
Geográficamente, el complejo Ras Tanura está ubicado al sur de la ciudad portuaria industrial de Jubail y al norte a través de la bahía de Tarut desde la antigua ciudad portuaria de Dammam. Aunque el área del puerto de Ras Tanura se encuentra en una pequeña península, Saudi Aramco ha construido numerosas islas artificiales para facilitar el anclaje debido a la necesidad de los petroleros modernos de aguas más profundas. Además, se han construido plataformas petrolíferas en el mar e instalaciones de producción en las aguas cercanas, principalmente por Saudi Aramco, Schlumberger y Halliburton.

## Demografía
Ras Tanura es uno de los cuatro complejos residenciales construidos por ARAMCO en la década de 1940 y el único ubicado en la costa del golfo Pérsico. La refinería Ras Tanura está rodeada por una valla de seguridad fuertemente vigilada, y los empleados sauditas y sus dependientes pueden vivir dentro del complejo residencial Najmah, que está menos vigilado. Construida originalmente para permitir a los empleados extranjeros de las compañías petroleras (principalmente estadounidenses) un cierto grado de comodidad occidental y separación de las restricciones de las leyes sauditas e islámicas, la comunidad se ha convertido en un mosaico multiétnico de saudíes, otras nacionalidades árabes (por ejemplo, egipcios y jordanos), filipinos, hindúes, paquistaníes y algunos estadounidenses y británicos, todos ellos usando el inglés como idioma común. 

## Transporte
Ras Tanura está conectado por una sola carretera de dos carriles con la Autopista Dhahran-Jubail, que la une con ciudades vecinas como Jubail y Dammam, así como con la sede regional de Saudi Aramco en Dhahran.
En cuanto al transporte aéreo, la ciudad es servida por el Aeropuerto Internacional Rey Fahd aunque hay un pequeño aeropuerto en la ciudad, el cual es para uso exclusivo de Saudi Aramco, principalmente helicópteros. 